# Čavdar Cvetkov
Čavdar Božilov Cvetkov (in bulgaro Чавдар Божилов Цветков?; Svoge, 8 marzo 1953) è un ex calciatore bulgaro, di ruolo centrocampista.